# Дамфлос
Дамфлос (њем. Damflos) општина је у њемачкој савезној држави Рајна-Палатинат. Једно је од 103 општинска средишта округа Трир-Сарбург. Према процјени из 2010. у општини је живјело 653 становника. Посједује регионалну шифру (AGS) 7235014.

## Географски и демографски подаци
Дамфлос се налази у савезној држави Рајна-Палатинат у округу Трир-Сарбург. Општина се налази на надморској висини од 570 метара. Површина општине износи 5,3 km². У самом мјесту је, према процјени из 2010. године, живјело 653 становника. Просјечна густина становништва износи 123 становника/km².